# 武吉祥
武吉祥（1849年—？），字必祯，号善卿，广州驻防漢軍正白旗人，清朝政治人物、進士出身。
光緒三年（1877年），参加丁丑科殿試，登進士二甲第90名。同年五月，改翰林院庶吉士。光緒九年四月，散館，著以部属用。